# Balkh Airlines
Balkh Airlines — колишня афганська авіакомпанія зі штаб-квартирою в місті Мазарі-Шаріф, яка виконувала чартерні пасажирські та вантажні перевезення по аеропортах країни.
Компанія була заснована в 1996 році колишнім польовим командиром генералом Абудлом-Рашидом Дустумом як можливого конкурента урядової авіакомпанії Афганістану Ariana Afghan Airlines.

## Флот
У серпні 2006 року повітряний флот авіакомпанії Balkh Airlines складався з одного літака:
- 1 Boeing 727-100